# Інгосстрах
СПАТ «Інгосстра́х» (рос. Ингосстрах) — одна з найбільших російських страхових компаній, постійно входить до десятки найбільших 10 страховиків Росії (2005—2009 рр. — перше місце за зборами страхових премій, 2010—2013 — третє). Завдяки розмірам відноситься до категорії системотворчих страхових компаній Росії. З 2011 до 2013 років посідав перше місце за згадками у місцевих ЗМІ. Повна назва — Страхове публічне акціонерне товариство «Інгосстрах», зареєстрована в реєстрі за номером 928, номер ліцензії — С 0928 77, що видана 20 липня 2010 року (страхування) і П 0928 77 від 20 липня 2010 року (перестрахування), статутний капітал — 17,5 млрд. руб.
Головний офіс знаходиться у Москві.

## Історія
Інгосстрах — правонаступник Головного управління іноземного страхування СРСР, створеного у 1947 році. 1972-го його було перетворено на акціонерне товариство, де 100 % акцій належали державі, 1992 року приватизовано.
Перші дочірні закордонні компанії було створено в Лондоні 1924 року — Блекбалсі та в Гамбурзі 1927 року — СОФАГ (нині — дочірня компанія страхової компанії СОГАЗ).
| ПІБ                             | Посада                                                                            | Роки                   |
| ------------------------------- | --------------------------------------------------------------------------------- | ---------------------- |
| Єжов Іван Прохорович            | Керівник Управління іноземного страхування СРСР                                   | 1947—1968              |
| Карпов Сергій Георгійович       | Керівник Управління іноземного страхування СРСР Голова правління САТ «Інгосстрах» | 1968—1981              |
| Богданов Леонід Леонідович      | Керівник Управління іноземного страхування СРСР Голова правління САТ «Інгосстрах» | 1981—1988              |
| Сафронов Михайло Арсенійович    | Президент і голова правління САТ «Інгосстрах»                                     | 1988—1992              |
| Кругляк Володимир Петрович      | Президент САТ «Інгосстрах»                                                        | 1992—1998              |
| Бєлов Юрій Арнольдович          | Генеральний директор ОСАТ «Інгосстрах»                                            | 1998—1999              |
| Фрадков Михайло Юхимович        | Генеральний директор ОСАТ «Інгосстрах»                                            | 1999—1999              |
| Туманов Євген Михайлович        | Генеральний директор ОСАТ «Інгосстрах»                                            | 1999—2001              |
| Щербаков В'ячеслав Іванович     | Генеральний директор ОСАТ «Інгосстрах» Президент ОСАТ «Інгосстрах»                | 2001—2004 до 2008 року |
| Дубровська Тетяна Борисівна     | Генеральний директор ОСАТ «Інгосстрах»                                            | 2004—2005              |
| Григор'єв Олександр Валерійович | Генеральний директор ОСАТ «Інгосстрах»                                            | 2005—2014              |
| Волков Михайло Юрійович         | Генеральний директор СПАТ «Інгосстрах»                                            | 2014—2019              |
| Соколов Костянтин Борисович     | Генеральний директор СПАТ «Інгосстрах»                                            | 2019—2021              |
| Ларкін Андрій Сергійович        | Генеральний директор СПАТ «Інгосстрах»                                            | 2021—дотепер           |

## Власники і керівництво
Станом на 2022 рік акціонером «Інгосстраха» є італійська Страхова компанія Assicurazioni Generali (38,5 %), акції, що залишилися, належать невідомим акціонерам-міноритаріям. Олександр Мамут, який володів близько 40 % акцій, в 2007 році продав свою частку компанії PPF Beta Ltd, керованої чеською групою PPF Investments. У січні 2007 року група PPF створила разом з великим глобальним страховиком Generali (Італія) холдингову компанію Generali PPF Holding для розвитку страхових операцій в країнах Східної та Центральної Європи. Цьому холдингу були передані всі страхові активи PPF в Росії, включаючи і частку в компанії «Інгосстрах»". У січні 2013 року було оголошено про поділ страхового бізнесу між PPF і Generali, за умовами угоди частка холдингу в «Інгосстрах» відійшла італійській страховій групі.
З травня 2004 року президентом СПАТ «Інгосстрах», а також заступником голови ради директорів компанії був В'ячеслав Щербаков. У 2007 році він став головою ради директорів.
В'ячеслав Щербаков помер у квітні 2008 року. З 27 травня 2011 року головою ради директорів є Олег Віханський. Генеральний директор і голова правління з 2005 по квітень 2014 року — Олександр Григор'єв. З квітня 2014 по листопад 2019 року генеральним директором був Михайло Волков. З листопада 2019 року генеральним директором компанії став Костянтин Соколов.
1 лютого 2021 року стало відомо, що новим гендиректором «Інгосстраху» обрано Андрія Ларкіна, який раніше займав посаду виконавчого віце-президента ПАТ «Вимпелком» (бренд «Білайн»).

## Діяльність
«Інгосстрах» надає повний спектр страхових послуг. Компанія має ліцензії на всі види страхування і перестрахування.
«Інгосстрах» є членом всіх основних професійних об'єднань страховиків і страхових пулів, серед них Всеросійський союз страховиків, Російський союз автостраховиків, Національний союз страховиків відповідальності, Національний союз агростраховиків (НСА), Російська асоціація авіаційних і космічних страховиків, Російський ядерний страховий пул, Російський антитерористичний страховий пул.
Партнери «Інгосстраху» з перестрахування — компанії AIG, Allianz, AXA, CCR, General Re, Hannover Re, Lloyd's, Munich Re, Partner Re, QBE, SCOR, Swiss Re, Transatlantic Re, XL Re та інші.
Послуги «Інгосстраху» доступні на всій території Російської Федерації завдяки регіональній мережі, що включає 83 філії. Офіси компанії діють в 220 містах Росії. «Інгосстрах» володіє рядом дочірніх страхових компаній, що працюють в країнах ближнього і далекого зарубіжжя. Міжнародна страхова група «ІНГО» об'єднує в своєму складі страхові компанії, в капіталі яких «Інгосстрах» контролює більше 50 %. На сьогоднішній день членами ІНГО є 8 компаній за кордоном, а також 8 компаній на території РФ.
Чотири представництва «Інгосстраху» здійснюють свою діяльність на території країн ближнього і далекого зарубіжжя. Офіси компанії діють в Азербайджані, Казахстані, Індії та Китаї. Офіс у Києві закритий у 2017 році.
За підсумками 2018 року належна компанії «Інгосстрах» федеральна мережа клінік «Будь здоров» посіла дев'яте місце в рейтингу найбільших приватних клінік Росії, складеному журналом Forbes.

### Рейтинги
Протягом п'яти років поспіль (з 2011 по 2015 рік) «Інгосстрах», як один з найбільш медіаактивних страховиків, займав перше місце в рейтингу найбільш згадуваних у пресі страхових компаній. У 2016, 2018 та 2019 роках він посідав друге місце, поступаючись компанії «АльфаСтрахування».
Компанія стабільно входить в Топ-10 страховиків РФ:
- 2005—2009 роки — перше місце за зборами страхових премій
- 2010—2014 — третє
- 2015—2016 — четверте
- 2017 — п'яте
- 2018 — шосте
- 2019 — четверте
- 2020 — четверте

## Санкції
У червні 2024 року проти організації було запроваджено санкції Британії за підтримку війни РФ проти України.

## Страхові надходження та виплати
Динаміка розвитку окремих видів страхування, крім обов'язкового медичного страхування.
| Рік  | Надходження (тис. руб) | Виплати (тис. руб) | Коефіцієнт виплат % |
| ---- | ---------------------- | ------------------ | ------------------- |
| 2004 | 16 954 140             | 6 104 745          | 36.01               |
| 2005 | 24 971 159             | 10 374 068         | 41.54               |
| 2006 | 30 498 801             | 14 301 409         | 46.89               |
| 2007 | 35 095 678             | 17 338 044         | 49.40               |
| 2008 | 42 146 180             | 21 778 404         | 51.67               |
| 2009 | 44 665 329             | 30 758 880         | 68.87               |
| 2010 | 41 166 986             | 28 432 752         | 69.07               |
| 2011 | 52 769 331             | 28 349 637         | 53.72               |
| 2012 | 67 806 253             | 43 813 068         | 64.62               |
| 2013 | 66 619 233             | 45 130 234         | 67.74               |
| 2014 | 65 774 492             | 48 396 353         | 73.58               |
| 2015 | 73 573 028             | 41 192 946         | 55.99               |
| 2016 | 86 629 301             | 39 988 537         | 46.16               |
| 2017 | 79 014 022             | 42 833 921         | 54.21               |
| 2018 | 86 471 968             | 40 779 027         | 47.16               |
| 2019 | 103 273 457            | 50 203 438         | 48.61               |
| 2020 | 106 539 723            | 50 610 671         | 47.50               |

### Найбільші страхові виплати
З 2000 року «Інгосстрах» виплатив три рекордні в історії Росії виплати у зв'язку з такими подіями:
- загибель 1998 року супутника «Купон» (85 млн $);
- пожежа на складі компанії «Протек» в 2006 році (75 млн $);
- загибель 18 серпня 2011 року супутника зв'язку «Експрес-АМ4» (250 млн $)[20].

Компанія єдина зі страховиків, що увійшла до рейтингу Interbrand «Найцінніші бренди Росії 2013 року». Вартість бренду оцінено у 4,074 млрд рублів.

## Нагороди та премії
Діяльність СПАТ «Інгосстрах» відзначена багатьма призами та нагородами. У травні 2010 року «Інгосстрах» здобув перемогу в двох головних номінаціях премії «Золота саламандра»: «Компанія року 2009» та «Інформаційно відкрита організація року». Всього компанія отримувала цю премію 22 рази (з урахуванням персональних номінацій її співробітників). «Інгосстрах» стабільно входив до рейтингу Interbrand" «Найцінніші російські бренди». Експерти агентства оцінили в 2013 році вартість бренду в 4,074 млрд рублів.
Фінансова стійкість «Інгосстраху» підтверджена рейтинговим агентством Standard & Poor's, що присвоїло компанії в 2018 році (на термін до 2020 року) рейтинг фінансової стійкості і рейтинг кредитного контрагента на рівні ВВВ- (прогноз «Стабільний»). У 2019 році рейтингове агентство A. M. Best підвищило фінансової стійкості компанії до рівня «B++» і довгостроковий кредитний рейтинг на рівні «bbb» (прогноз «Стабільний»), а в тому ж році російським рейтинговим агентством «Експерт РА» «Інгосстраху» присвоєно максимальний рейтинг надійності ruAAA. Вперше максимальний рейтинг А++ від "Експерт РА " компанія отримала в 2002 році.